# Amalie Dietrich

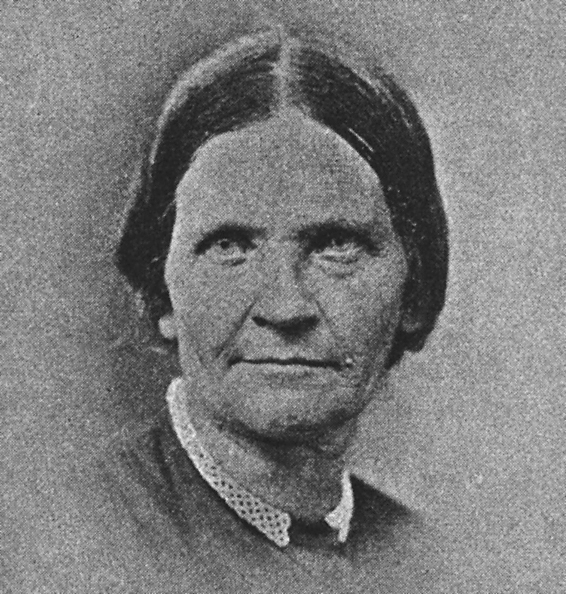
Dietrich rond 1870

Concordia Amalie Dietrich (Siebenlehn, deel van de latere gemeente Großschirma, 26 mei 1821 - Rendsburg, 9 maart 1891), geboortenaam Nelle, was een Duitse natuuronderzoekster en verzamelaar op het gebied van botanie en zoölogie uit de 19e eeuw. Ze verzamelde een decennium lang op het 'vijfde continent' (Australië) planten, dieren, etnografische voorwerpen, menselijke schedels en skeletten voor het Museum Godeffroy in Hamburg.

## Levensloop
Amalie Dietrich kwam uit een zeer arme handarbeidersfamilie in Siebenlehn in Saksen, dochter van Gottlieb Nelle en zijn vrouw Cordel(ia).
Na de lagere school moest ze haar vader in de werkplaats helpen bij het maken van buidels. Rond 1846 trouwde ze met de tien jaar oudere apotheker en botanicus Wilhelm Dietrich, die haar de grondbeginselen van de plantkunde bijbracht. Van hem leerde ze hoe ze planten moest verzamelen, determineren en prepareren, en hoe ze herbaria moest maken. Later schoolde ze zich verder door zelfstudie. Het echtpaar nam de ouders van Amalie in huis.
In 1848 werd haar dochter Charitas geboren. Wilhelm Dietrich had inmiddels zijn apothekersbaan opgegeven voor de handel in botanische producten. Toen Cordel Nelle in 1852 overleed ging het huishouden achteruit, want Dietrich zorgde niet voor de huishoudelijke taken. Ook bracht de handel in botanische producten nauwelijks geld op. De financiële problemen zorgden voor onmin tussen de echtelieden, als gevolg waarvan Dietrich in 1852 aan haar eerste langere reis begon: ze ging naar Boekarest waar haar oudere broer zich als buidelmaker had gevestigd. Pas na een jaar keerde ze terug naar Siebenlehn en verzoende zich met haar man.
Het echtpaar verzamelde samen planten uit de Alpen, die zij aan verkochten aan apothekers en aan musea. Sommige van de alpenbloemen die zij verzamelde zijn te zien in het Botanisch museum in Freiburg.
Naar het schijnt ontstond er een taakverdeling tussen het echtpaar, waarbij Wilhelm zijn tijd besteedde aan het prepareren van de specimens, en waarbij Dietrich de planten verzamelde. Om die reden was zij lange perioden weg van huis. Dit was ook het geval na de geboorte van haar enige kind, Charitas, in 1848. Haar man weigerde voor het kind te zorgen, waarop zij bij pleeggezinnen werd ondergebracht.
In deze periode maakte Dietrich meerdere lange voetreizen door Duitsland en Oostenrijk. Ze verkocht haar producten aan apotheken of botanische tuinen, maar haar reizen dienden ook voor het verzamelen van uitheemse planten en daarmee het uitbreiden van haar 'collectie'.
In 1861 liep ze in Nederland tyfus op en lag ze maandenlang in het ziekenhuis. Wilhelm Dietrich, die dacht dat zijn vrouw dood was, gaf de botanische handel op en aanvaardde een baan als huisleraar. Na de terugkeer van Dietrich en toen zij er achter kwam dat haar echtgenoot een andere relatie had, brak zij volledig met hem. Amalie Dietrich ging alleen verder met de handel in herbaria. Inmiddels was ze door haar talrijke voettochten al vrij bekend geworden in de vakwereld.

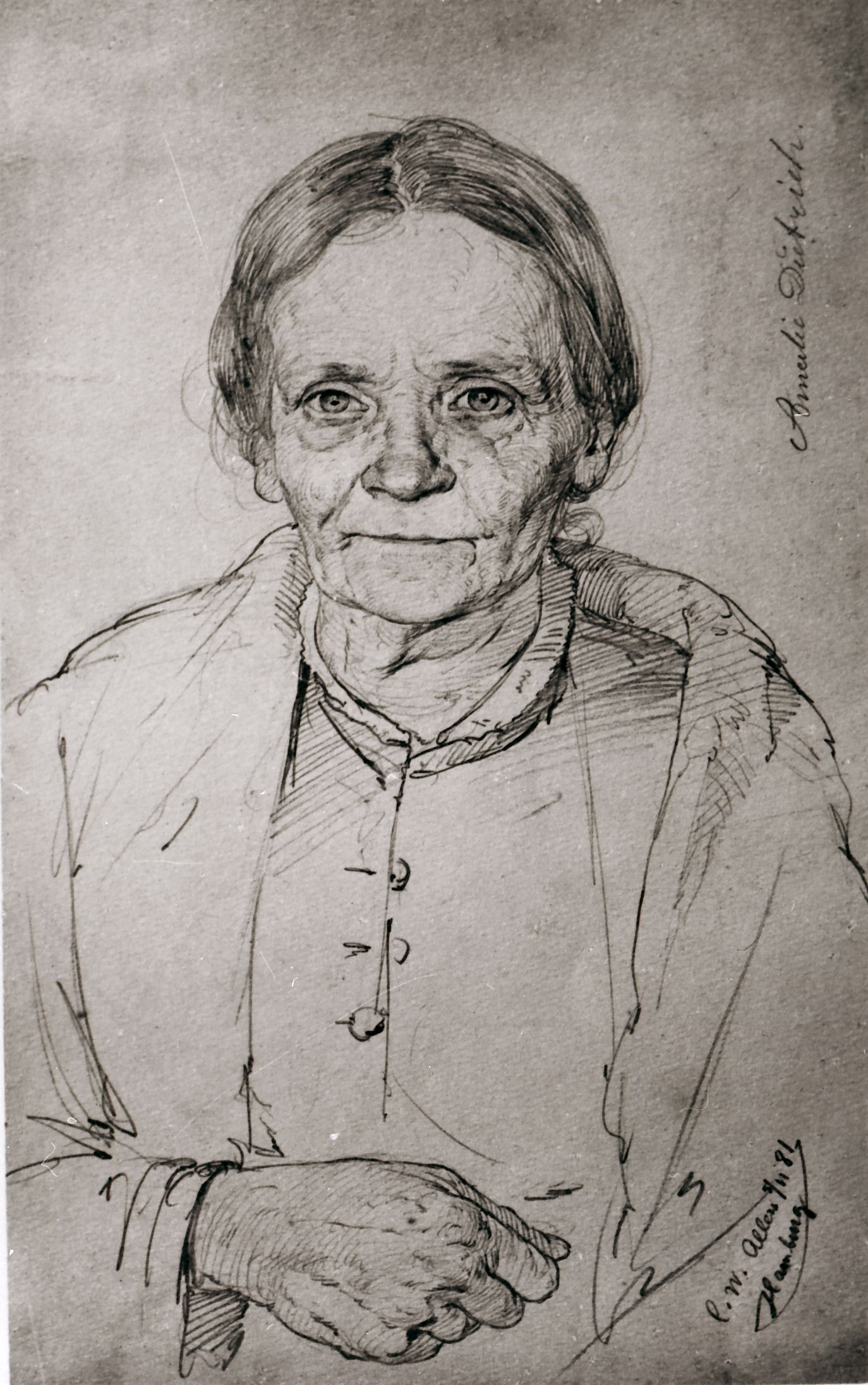
Amalie Dietrich op haar zestigste verjaardag, getekend door Christian Wilhelm Allers in 1881

Dankzij fabriekseigenaar en amateur-botanicus Heinrich Adolph Meyer leerde ze in 1862 de reder Cesar Godeffroy uit Hamburg kennen, de zogenaamde 'Koning van de Zuidzee'. Hij leidde in Amerika en Australië niet alleen diverse handelsondernemingen, maar ook wetenschappelijke onderzoeken. Dietrich solliciteerde bij hem voor een baan als reizende onderzoekster. Godeffroy had destijds plannen voor een natuur- en volkenkundig museum over de Stille Zuidzee en hij verstrekte haar een 10-jarige onderzoeksopdracht in Australië.
In 1863 kwam Dietrich op 43-jarige leeftijd in Brisbane aan, per schip La Rochelle. In deze periode schreef ze brieven aan haar dochter Charitas waardoor bekend is welk nieuw materiaal zij ontdekte.
Dietrich verstuurde vele kisten met preparaten naar Europa. Meestal verzamelde ze 30-40 specimina van één soort. Vanaf 1866 publiceerde het museum Godeffroy met regelmaat catalogi met 'haar' planten. Dietrich verzamelde niet alleen planten, maar ook insecten en andere kleine dieren. Bovendien stuurde ze acht skeletten en twee schedels van Aboriginals vanuit Queensland naar het museum in Hamburg. In Australië wordt ze daarom ook 'Angel of Black Death' genoemd. Enkele van de door haar ontdekte planten- en diersoorten dragen haar naam.
Dietrich wordt beschouwd als de eerste die een taipan heeft gevangen, een dodelijke slang. Haar verzameling vogels wordt beschouwd als de grootste die ooit door één persoon bijeen is gebracht. Haar collectie spinnen vormt de basis van alle grote werken op het gebied van de Australische spinnen.
Haar verblijf in Australië verliep als volgt:

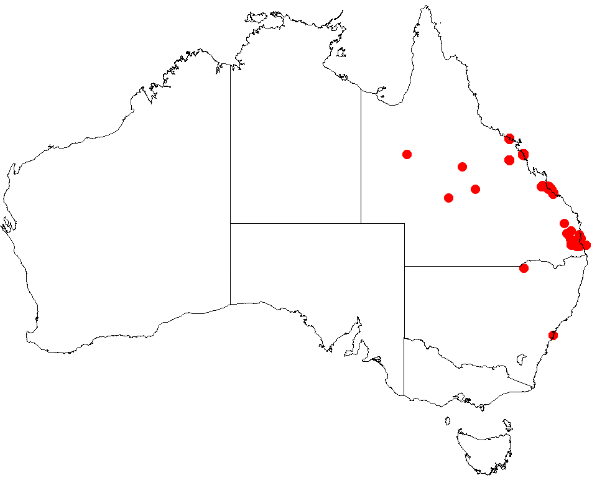
Locaties waar Dietrich heeft verzameld

- 1863 - 1865 in Moreton Bay (Brisbane)
- 1865 - drie maanden in Gladstone
- 1866 - juni 1867 in Rockhampton
- juli 1867 -1868 Port Mackay
- 1868 - 1869 rond Lake Elphinstone
- 1869 gedurende 9 maanden in Port Mackay
- 1870 - 1872 Bowen

In 1873 keerde Dietrich op het schip Susanne Godeffroy terug naar Duitsland. Met haar twee getemde adelaars ging ze werken bij de familie Godeffroy, waar ze hun collecties verzorgde en beheerde. In 1879, toen de collectie Godeffroy was overgenomen door de stad Hamburg, werd ze curator van het Botanisch Museum aldaar. Ze stierf in 1891 op bijna 70-jarige leeftijd aan pneumonie tijdens een bezoek aan haar dochter Charitas Bischoff. Voor haar dood uitte natuurliefhebster Dietrich de wens: "Plant een klimop op mijn graf".

## Betekenis

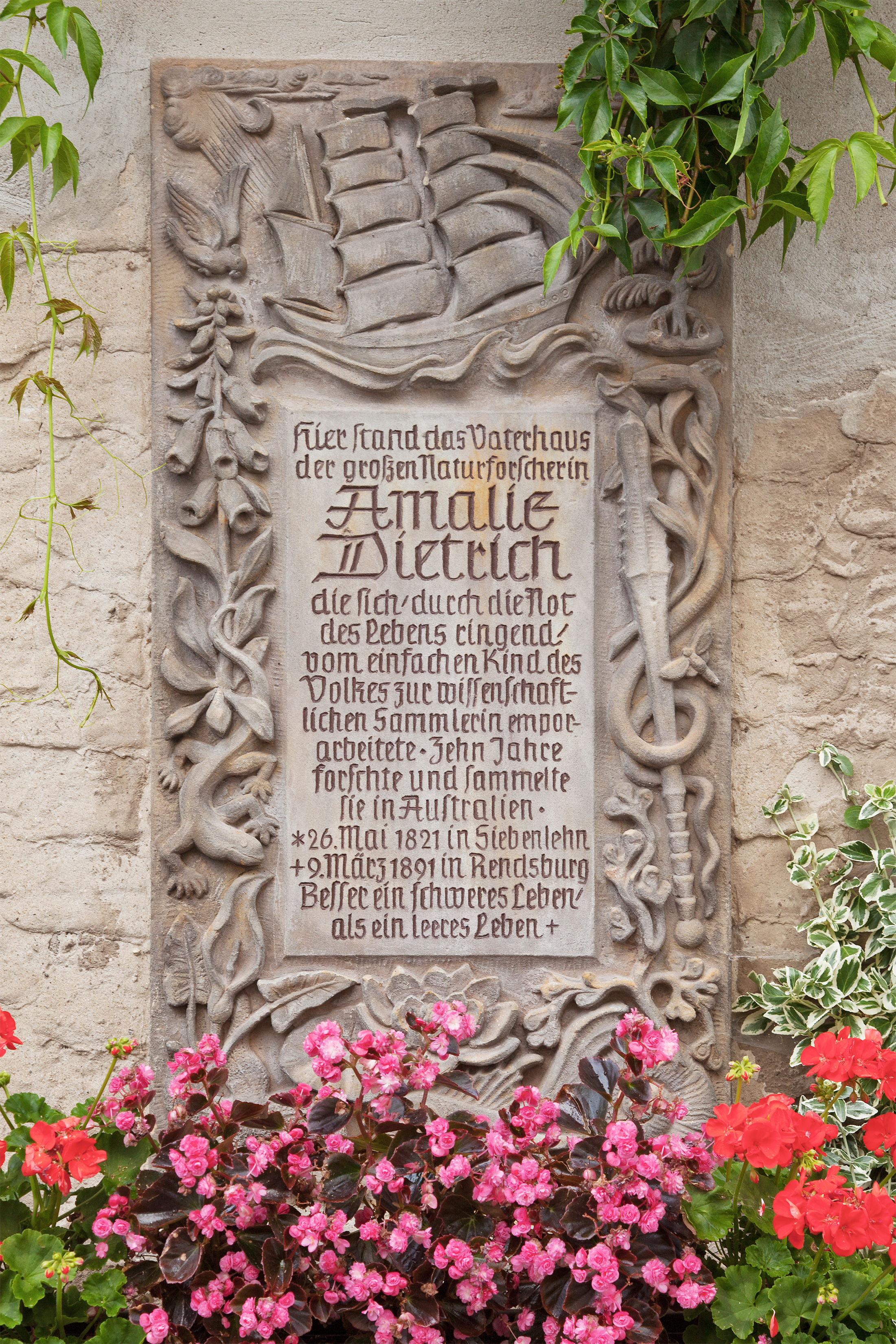
Gedenkplaat in Siebenlehn

Amalie Dietrich was na Maria Sibylla Merian de belangrijkste natuuronderzoekster en onderzoekreizigster van Duitsland. De collectie botanisch en zoölogisch materiaal die Amalia Dietrich tijdens haar verblijf in Australië verzamelde, wordt beschouwd als de omvangrijkste die door één persoon bijeengebracht is. Ze ontdekte ongeveer 640 plantsoorten.
De door Dietrich ontdekte algensoort Sargassum amaliae, de zonnedauwsoort Drosera dietrichiana, de mossoort Endotrichella dietrichiae en de wespensoorten Odvnerus dietrichianus en Nortonia amaliae zijn naar haar genoemd, net als Acacia dietrichiana, Bonamia dietrichiana. Enkele van deze namen worden alleen nog als synoniem gebruikt.
Haar verzamelingen stonden aan de basis van Zur Flora von Queensland ("Over de Flora van Queensland", 1875) by Christian Luerssen. Tijdens haar verblijf in Australië bezocht ze Ferdinand von Mueller, en in 1881 kocht Mueller een aantal van haar specimens van Luerssen. Het Nationale Herbarium van Victoria heeft 2790 van haar specimens.

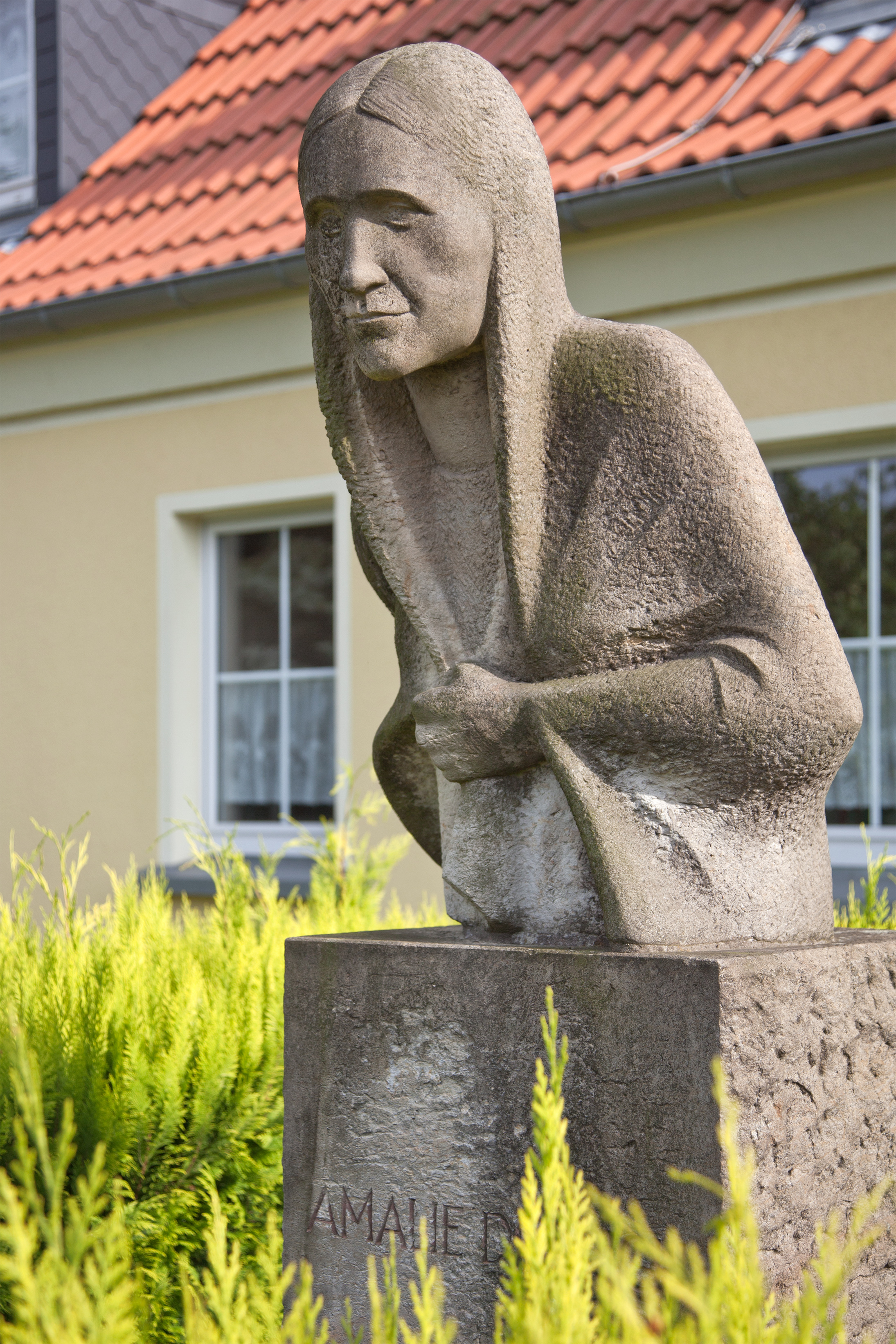
Monument voor Amalie Dietrich in Siebenlehn

## Eerbetoon
Charitas Bischof eerde haar moeder met de biografie Amalie Dietrich – Ein Leben. (Amalie Dietrich – Een leven).
In 1993 publiceerde Ray Sumner een biografie met de titel A Woman in the Wilderness, The Story of Amalie Dietrich in Australia. Een Australisch operagezelschap gaf in 1985 opdracht voor een eenakter. Die werd geschreven door Ralph Middenway maar is tot 2020 nooit uitgevoerd.
Naar Amalie Dietrich zijn verschillende straten en pleinen vernoemd:
- De Amalie-Dietrich-Stieg in Hamburg-Barmbek-Noord.
- De Amalie-Dietrich-Platz in Dresden-Gorbitz.
- In Rensburg is een Amalie-Dietrich-Straße.
- In Siebenlehn dragen o.a. een straat en een kinderdagverblijf haar naam. In 1928 werd op de Amalie-Dietrich-Höhe een gedenksteen geplaatst.
- Dietrich Place in een wijk van Canberra, Chisholm.

- Op de locatie van haar ouderlijk huis, is een gedenkplaat te vinden.
- Op de voormalige woning in Siebenlehn, waar Amalie en Wilhelm Dietrich vanaf hun huwelijk in 1846 tot 1861 woonden en werkten is ter gelegenheid van haar 195e geboortedag werd een gedenkplaat onthuld. Hier werd op 7 maart 1848 hun dochter Charitas geboren. Het gebouw brandde in 1901 tot de grond toe af en is nooit herbouwd.
- De Duitse firma Harenberg-Wilthen adverteert met Amalie Dietrich voor hun "Wilthener-Gebirgskräuter"-likeuren.

## Lijst van verzamelde soorten
Dietrich publiceerde zelf niets over haar verzameling, dat deden anderen, die vaak ook de soorten naar haar noemden. Hieronder een lijst van soorten:
- Aongstroemia dietrichiae Mull. Hal. (1868)
- Laxmannia illicebrosa Rchb.f. (1871)
- Marsdenia hemiptera Reichenbach (1871)
- Fissidens dietrichiae Mull. Hal. (1872)
- Macromitrium sordidevirens Mull.Hal. (1872)
- Sargassum aciculare Grunow (1874)
- Sargassum amaliae Grunow (1874)
- Sargassum godeffroyi Grunow (1874)
- Schoenus elatus Boeck. (1875)
- Scirpus dietrichiae Boeck. (1875)
- Scleria dietrichiae Boeck. (1875)
- Scleria novae-hollandiae Boeck. (1875)
- Carex dietrichiae Boeck. (1875)
- Cyperus luerssenii Boeck. (1875)
- Acacia dietrichiana F. Muell. (1882)
- Barbula subcalycina Mull. Hal. (1882)
- Frullania dietrichana Steph. (1910)
- Indigofera amaliae Domin (1915)
- Acacia penninervis var. longiracemosa Domin (1926)
- Cryptocarya multicostata Domin (1926)
- Cryptocarya triplinervis var. euryphylla Domin (1926)
- Psoralea dietrichiae Domin (1926)
- Swainsona luteola var. dietrichiae Domin (1926)
- Tetrastigma nitens var. amaliae Domin (1927)
- Plectronia coprosmoides var. spathulata O. Swartz (1927)
- Premna benthamiana Domin (1928)
- Hibiscus amaliae Domin (1930)
- Mallotus claoxyloides f. grossedentata Domin (1930)
- Mallotus claoxyloides var. glabratus Domin (1930)
- Pagetia dietrichiae Domin (1930)
- Persoonia amaliae Domin (1930)
- Cyperus pumilus var. nervulosus Kuk. (1936)
- Helichrysum eriocephalum J.H. Willis (1952)
- Ichneumon dietrichae Kittel (2016)

- Australian Dictionary of Biography: dietrich-amalie-3412
- Gemeinsame Normdatei: 118889338
- International Standard Name Identifier: 0000 0000 3219 7769
- Library of Congress Control Number: n92017614
- Nationale bibliotheek van Australië: 58765171
- Nationale Bibliotheek van Israël: 987007339400005171
- Nederlandse Thesaurus van Auteursnamen: 119511495
- Museum of New Zealand Te Papa Tongarewa: 36169
- Trove: 1461263
- Virtual International Authority File: 77113813
- WorldCat: E39PBJcWvbJPBCFHMP7FYPBMfq